# Ballarà (Montmajor)
Ballarà és una masia que està situada a la parròquia de Sorba, al municipi de Montmajor, al Berguedà. És un edifici catalogat com patrimoni immoble d'ús residencial i de titularitat privada en bon estat de conservació però que no està protegida. El seu número d'inventari és IPA-3503.

## Ubicació
Ballarà està situat a la carretera entre Cardona i Sorba, molt a prop del límit municipal de Montmajor amb aquest municipi bagenc i amb Clariana de Cardener, al Solsonès i gaudeix d'un accés fàcil.

## Estil i característiques
El Ballarà és una masia que té un estil popular. Té una tipologia clàssica i una planta rectangular amb una coberta a doble vessant i el carener paral·lel a la façana i orientada a l'est. La casa ha patit poques modificacions i el cos més nou està situat al migdia: a finals del segle xviii s'hi va construir un pis de galeries d'arc de mig punt i una terrassa superior annexos. Una sala tradicional està situada al mig de la casa, mantenint la planta basilical molt curta a causa de la planta rectangular general. Com que està enlairada al capdamunt d'un turó, la masia està adaptada al terreny desnivellat i la planta baixa de la banda occidental correspon al primer pis de la banda de l'est.

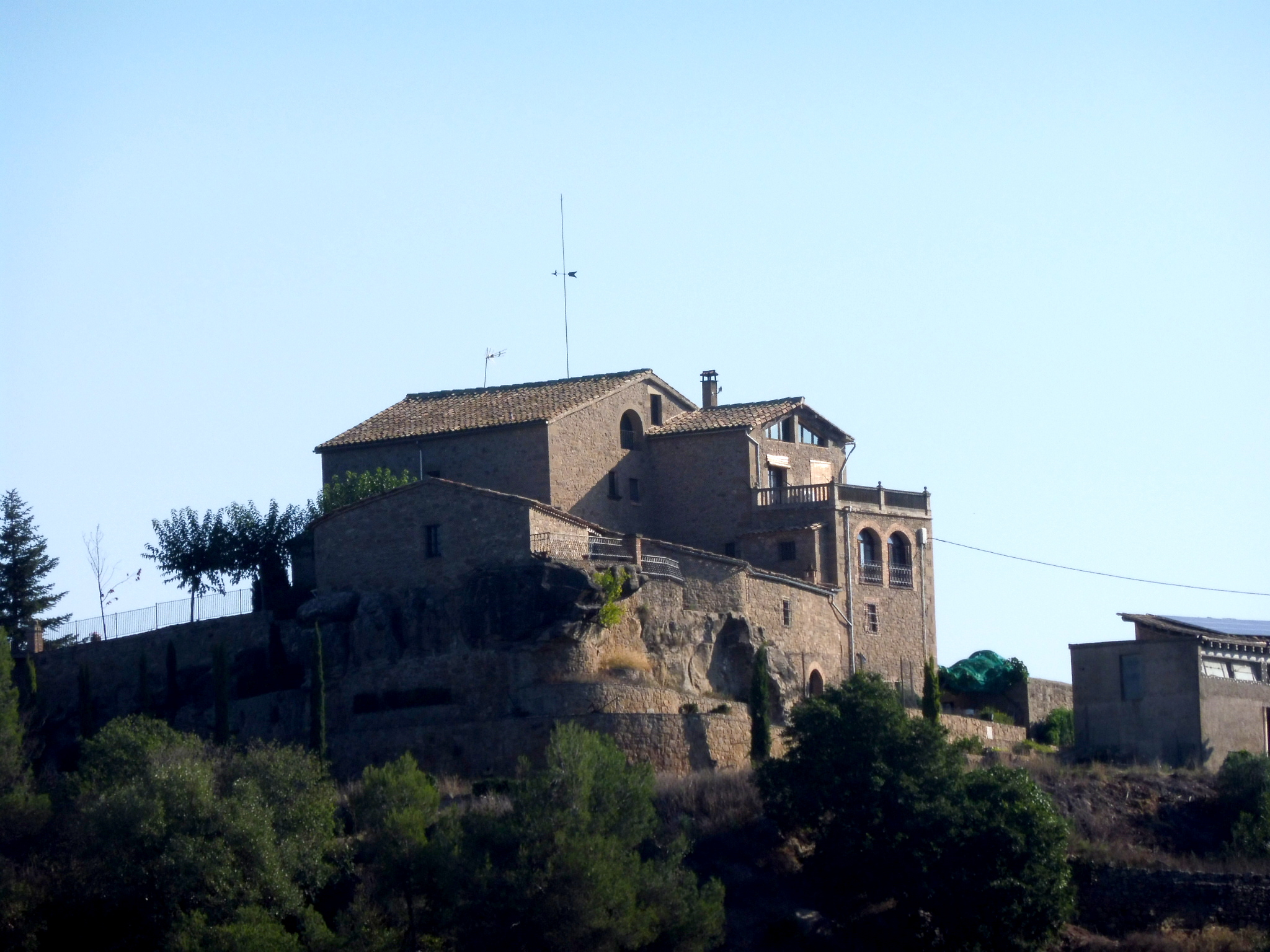
La masia des de Sant Grau

La casa té planta baixa, dos pisos i golfes. La part més antiga del mas està al costat de l'est, que està construït sobre una roca que forma una petita bauma dins la casa. Aquest cos està flanquejat per dos arcs diafragma apuntats que aguanten l'estructura del primer pis.
A les llindes de les portes hi ha diverses dates: 1682, 1742, 1770 i 1798.
A Ballarà hi ha una fornícula amb una imatge barroca de la Mare de Déu del Roser.
Durant els segles xix i xx s'hi van afegir dos cossos d'edificis més al costat occidental i una sèrie de coberts que tanquen la casa per davant i per darrere.
Al Ballarà s'hi conserva un fons documental relacionat amb la casa i una col·lecció d'eines i maquinària agrícola antiga.

## Història
El Ballarà s'ha construït en diferents èpoques. El 1073 és l'any que hi ha la primera informació escrita sobre la masia, en un document de Sant Grau, en el que el Ballarà és considerat un límit; aquest document està conservat a l'Arxiu Diocesà d'Urgell. El 1089 hi ha la primera referència escrita directa; aquest document es conserva en l'Arxiu Diocesà de Solsona. El 1093 Berenguer Isarn deixa al monestir de Santa Maria de Ripoll mitja fortalesa de Ballarà (fortitudine de Bellarano) testament conservat a l'Arxiu de la catedral de Barcelona, que demostra que aquesta casa fou una casa fortificada.
L'estructura general del mas és moderna, però la casa es va construir aprofitant una antiga construcció de la qual conserva alguns elements. A la casa s'hi conserven documents en pergamí del segle XIV i xv (1355, 1430 i 1488).
El Ballarà es va ampliar entre el 1669 i el 1798. Entre finals del segle xviii i inicis del segle xix s'hi va afegir l'annex situat al migdia.
Macià Bellera fou cònsol de Sorba i Codonyet al fogatge de 1553 i la casa s'esmenta en la consueta de 1757 que va fer mossèn Miquel Miralles, rector de Sorba, com una de les parròquies que pertanyien a aquesta parròquia i que havien de pagar els delmes anuals i les primícies que li corresponien. El Ballarà ha estat una de les cases més important de Sorba al llarg de la història.